# Antoine Serra
Pour les articles homonymes, voir Serra.
Antoine Serra est un peintre et graveur français d'origine sarde, né le 8 mars 1908 en Sardaigne et mort le 6 mai 1995 à Mouriès (Bouches-du-Rhône).

## Biographie

### L'origine de ses engagements
Antoine Serra est né sur l’île de La Maddalena.
Sa famille est pauvre : son père, malade, ne peut subvenir aux besoins des siens. Antoine Serra a six ans lorsque sa mère décide de quitter son île natale avec ses enfants pour essayer de leur assurer des jours meilleurs. Elle débarque donc à Marseille, chez l’une de ses sœurs qui l’accueille, avec ses trois filles et son fils, dont Antoine est le troisième de la fratrie.
L’enfance d’Antoine est difficile : il doit travailler à un jeune âge et se rend rapidement compte des inégalités sociales, d’où son engagement, dès l’âge adulte, pour le militantisme dans la lutte des classes.
Les premiers pinceaux qu’il va utiliser sont ceux du peintre en bâtiment qui l’emploie comme apprenti. Il est alors jeune adolescent, et découvre tout à fait par hasard une autre utilisation de la peinture. Sur les quais du port de Marseille, il voit un homme assis devant un chevaler, reproduire sur une toile : le vieux port et ses voiliers, la façade de la mairie. Devant ce spectacle, il décide d'en faire sa vocation.
Il demande à sa mère de l’inscrire à l’école des beaux-arts de Marseille, où il obtient plusieurs premiers prix[réf. nécessaire].
Ses premiers supports sont des chutes de papier peint, de contreplaqué, des cartons, pas assez fortuné pour acheter de la toile.
Plusieurs années plus tard, il devient le patron de sa propre entreprise de peinture en bâtiment. Il continue à peindre.

### Sa carrière de peintre
En 1928, il participe à sa première exposition avec un groupe de peintres, dont Simon Auguste et Louis Toncini. C’est un artiste engagé qui fonde, en 1933, le groupe des « peintres prolétariens » qui deviendra plus tard le groupe des « peintres du peuple » avec d'autres artistes engagés politiquement comme, François Diana, Louis Toncini ou Louis Roc. Les toiles réalisées durant cette période représentent des usines, des portraits d’ouvriers, qui reflètent toutes une profonde tristesse, un sentiment de douleur et de misère.
En 1936, il anime à Marseille, toujours avec le groupe de ses amis peintres, Louis Toncini, François Diana et Léon Cadenel, la première Maison de la Culture de province (dont il est l’un des membres fondateurs), inaugurée par Aragon et Malraux.
Après la guerre, il subit un jour, sans plus pouvoir s’en défaire, une attraction magnétique pour les Alpilles, qu’il découvre au hasard d’un séjour, émerveillé par des « paysages enveloppés d’une lumière qui magnifie les formes ». Il décide alors de s'installer dans cette région, ce qu'il fait en 1946, en achetant un vieux mas, rénové au fil des ans, le « Mas du Diable », situé au pied des Baux de provence.
C’est au cœur de cette Provence d’adoption qu’il peut donner libre cours à son art, loin de l’agitation marseillaise et de ses engagements jusqu'alors quotidiens. Cependant, il lui reste un autre souhait à réaliser : faire connaissance avec sa terre natale, la Sardaigne, qu’il avait quittée tout jeune : il y fait ainsi plusieurs séjours, dont il revient ébloui.
Le retour aux sources, dans ce pays qu’il découvrait, aiguise alors en lui une frénésie de création. Il s'installe à Olbia, accueilli par de proches cousins, qui lui offriront l’hospitalité, puis séjourne plusieurs mois dans la région montagneuse, au cœur des villages d'Oliena et Orgosolo. Il y peint des scènes de la vie de tous les jours, des scènes d’intérieur : des femmes faisant le pain ou tricotant, des scènes de famille devant la cheminée, d’une criante vérité.

### Dernières années
Il vit les quinze dernières années de sa vie à Mouriès, petit village provençal au cœur des Alpilles, dans un mas qu’il avait réhabilité. Il meurt le 6 mai 1995, à l’âge de 87 ans.
Tout au long de sa vie, il a offert de nombreux tableaux à tous ses amis, à ses admirateurs, ainsi qu'à tous les membres de sa famille dont il était resté très proche.
Sous l'impulsion de l’Office de tourisme de Saint-Chamas, une rétrospective a été réalisée : sa famille a rassemblé les œuvres en sa possession, qui témoignent de plus de 50 ans de peinture. Une cinquantaine de toiles a été exposée, de juin à août 2009.

## Œuvre
Tout au long de sa vie, la peinture d’Antoine Serra connaît, par vagues successives, une évolution constante dans la diversité. Sa palette, plutôt sombre au cours de ses jeunes années marseillaises, avec des intérieurs à peine éclairés, se dirige, au contact de la terre de soleil qu’est la Provence, vers des nuances plus claires et colorées, d’où le nom de « peintre de la lumière » qui lui sera donné[réf. nécessaire].
Intégré à cette lumière, il peint des objets, des fleurs, des champs et des collines, des fruits posés sur l’assiette en fonds colorés, des arbres, des personnages, dont il excellera dans le portrait, saisissant le mystère du visage humain, la femme, mais aussi peintre de l’aride Crau provençale, l’âpre Luberon, ou le Roussillon d’ocre et d’or, sans oublier la mer si bleue et les barques dansant sur le port de Martigues inondé de soleil :

« Huiles, gouaches, détrempes, aquarelles, pointes sèches, célèbrent à l’envi les ressources multiformes de la Provence, les parfums de la colline, les charmes des calanques, les joies renouvelées de la Mer éternelle et les mystères troublants d’un terroir aux indéchiffrables secrets. »

— J.P. Chamant en 1953[réf. nécessaire]
Charles Mourre dit de lui en 1951 qu'il est « un méditatif, ce qui ne l’empêche pas de prendre à la nature tout ce qu’elle lui offre de capiteux et de tentateur. »
Devant un paysage, le peintre réagit en poète, voire en philosophe. Que ce qui est traduit sur la toile corresponde ou non au souvenir que notre mémoire a pu conserver de la réalité, n’a vraiment qu’une importance secondaire : la transposition conçue par Antoine Serra crée une sorte de paysage vivant sa vie propre.
De même, pour un portrait, s’il simplifie la forme par un souci de synthèse, il accentue davantage la personnalité du sujet dont il exprime la vie intérieure avec intensité.

## Expositions principales
- 1945 : Exposition avec Ambrogiani et Ferrari, à la Galerie Jean-Marc Vidal à Paris.
- 1949 : Exposition au Salon d’Automne à Paris.
- 1960 : Exposition des toiles de Sardaigne à Cagliari (Sardaigne) et Paris, Galerie Weill.
- 1963 : Exposition au Palais des Arts à Marseille
- 1966 : Exposition Galerie Chabaud à Paris.
- 1967 : Exposition Château de la Jansonne à Arles.
- 1968 : Invité d’honneur au Salon de Montélimar
- 1970 :
  - Exposition Galerie Saint Georges à Marseille,
  - Achat d’un tableau par le Musée d’Art Moderne de Paris.
  - Rétrospective au Château de Tallard.
- 1971 : Exposition au Musée Cantini de Marseille; achat d’un tableau par le musée Longchamp.
- 1972 : Exposition à la galerie « Salle Basse » de Martigues.
- 1974 : Participation à la Biennale Internationale, Musée Granet d’Aix en Provence.
- 1975 : Exposition à Paris, Galerie « Tamenaga »
- 1976 : Exposition à Tokyo.
- 1977 : Exposition au musée départemental de Gap
- 1982 : Exposition des toiles des États-Unis à Martigues, Villa Kariessa.
- 1984 : Rétrospective au « Musée de la Vieille Charité » à Marseille
- 1985 : Rétrospective au musée « Paul Valéry » de Sète.
- 1987 : Rétrospective à l’Abbaye de l’Epau au Mans.
- 1988 : Invité pour une exposition par l’Office départemental de la culture, festival d’Aix en Provence.
- 1992 : Exposition à Mouriès
- 1993 : Exposition au Théâtre Comédia d’Aubagne.
- 1995 : Dernière exposition de son vivant, au Mas des Arnaud, à Saint-Martin de Crau

## Ouvrages illustrés
- La Pierre étoilée, de Charles Galtier, 1955 : 16 pointes sèches
- " Contes de Provence " T.1 (1963), T.2 (1964), Paul Ricard, Marseille
- L'Humble joie de vivre, de Marie Mauron, 1973 : 7 sérigraphies couleur ; 8 sérigraphies couleur noire
- Notre Camargue, de Marie Mauron, 1974 : 8 sérigraphies
- La Crau, de Marie Mauron, 1975 : 11 sérigraphies
- Magique Luberon, de Marie Mauron, 1976 : 13 sérigraphies
- Le Dieu Ventoux, de Marie Mauron, 1976–1977 : 8 sérigraphies
- La Mystique Montanette, de Marie Mauron, 1978 : 12 sérigraphies
- Le Vieux de la montagne, de Marie Mauron, 1979 : 8 lithographies
- Mare Nostron, de Marie Mauron, 1985 : 24 lithographies
- S'il reste encore un pas, de Charles Galtier, 1988 : illustrations